# Dunstanetta johnstoneorum
Dunstanetta johnstoneorum — викопний вид гусеподібних птахів родини Качкові (Anatidae). Качка мешкала у еоцені (19-16 млн років тому) у Новій Зеландії. Голотип складається з дистальної лівої плечової кістки. Скам'янілі рештки виду знайдені у долині річки Манугерікія у регіоні Отаго на Південному острові. Відомо понад сім знахідок, п'ять з який належать одній тварині. Голотип NMNZ S.41007 і паратип NMNZ S.42481-5 зберігаються в музеї Нової Зеландії Te Papa Тонгарева.

## Назва
Родова назва Dunstanetta перекладається як «ниркова качка з Данстена» на честь гірського хребта Данстен (Dunstan Range), що знаходиться поруч із місцем знахідок. Вид johnstoneorum названий на честь Енн і Юен Джонстон — власників землі Home Hills Station, де знайдені скам'янілості.